# Ballana projecta
Ballana projecta är en insektsart som beskrevs av Delong 1964. Ballana projecta ingår i släktet Ballana och familjen dvärgstritar. Inga underarter finns listade i Catalogue of Life.